# متوشائيل
متوشائيل (بالعبرية: מתושאל)، (بالإنجليزية: Methushael) هو شخصية توراتية من سلالة قابيل ، حسب الإصحاح الرابع من سفر التكوين .

## نسبه
متوشائيل بن محويائيل بن إراد بن خنوخ بن قابيل بن آدم

## في سفر التكوين
"وَوُلِدَ لِحَنُوكَ عِيرَادُ. وَعِيرَادُ وَلَدَ مَحُويَائِيلَ. وَمَحُويَائِيلُ وَلَدَ مَتُوشَائِيلَ. وَمَتُوشَائِيلُ وَلَدَ لاَمَكَ." (تك 4: 18).

## ابنه لامك
ويختلف لامك ابن متوشائيل الذي هو من نسل قابيل عن لامك ابن متوشلخ والد النبي نوح الذي من نسل شيث .
فالأول هو لامك ابن متوشائيل ابن محويائيل ابن إراد إبن خنوخ ابن قابيل ابن آدم .
والثاني هو لامك ابن متوشلخ ابن أخنوخ(إدريس) ابن يارد ابن مهلائيل ابن قينان ابن أنوش ابن شيث ابن آدم .

## انظر أيضا

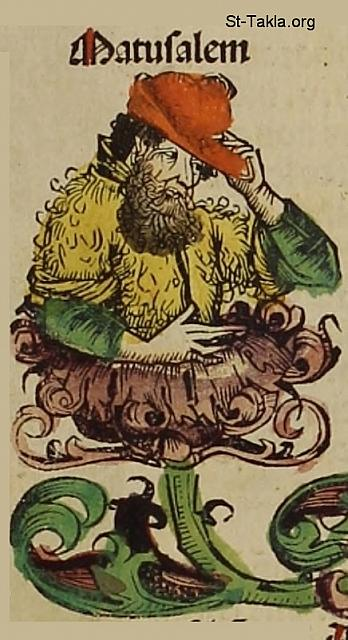
صورة في موقع الأنبا تكلا : متوشائيل - من كتاب تاريخ نورنبيرج ، بقلم هارتمان شيدل، 1493 م.